# Mamben Daya
Mamben Daya is een bestuurslaag in het regentschap Oost-Lombok van de provincie West-Nusa Tenggara, Indonesië. Mamben Daya telt 8843 inwoners (volkstelling 2010).